# Brachycère muriqué
Brachycerus muricatus
Espèce
Synonymes
- Brachycerus algirus (Olivier)[1]
- Curculio algirus Olivier, 1787 nec Linnaeus, 1758[1]

Le Brachycère muriqué, Brachycerus muricatus, est une espèce de coléoptères de la famille des Brachycéridés.

## Description
Mesurant de 7 à 12 mm de long, ce coléoptère possède des bosses et des creux recouvrant ses élytres soudés, créant des reliefs surprenants. Les antennes possèdent sept articles, elles sont courtes et non coudées.

## Répartition et habitat
Cette espèce est présente dans six départements en France[Lesquels ?], sur la côte méditerranéenne. Les larves vivent dans le sol.

## Comportement
À l'instar de nombreux insectes, il peut réaliser un comportement de catalepsie très long pour faire le mort et échapper à ses prédateurs ou à l'homme s'il se sent en danger.

## Alimentation
Les larves vivent dans la terre, plus particulièrement dans les bulbes de Liliacées méridionales dont elles se nourrissent.